# Abberode
Abberode is een ortsteil van de Duitse stad Mansfeld in de deelstaat Saksen-Anhalt. Kläden was tot 1 juli 2009 een zelfstandige gemeente in de Landkreis Mansfeld-Südharz.